# Myringitis

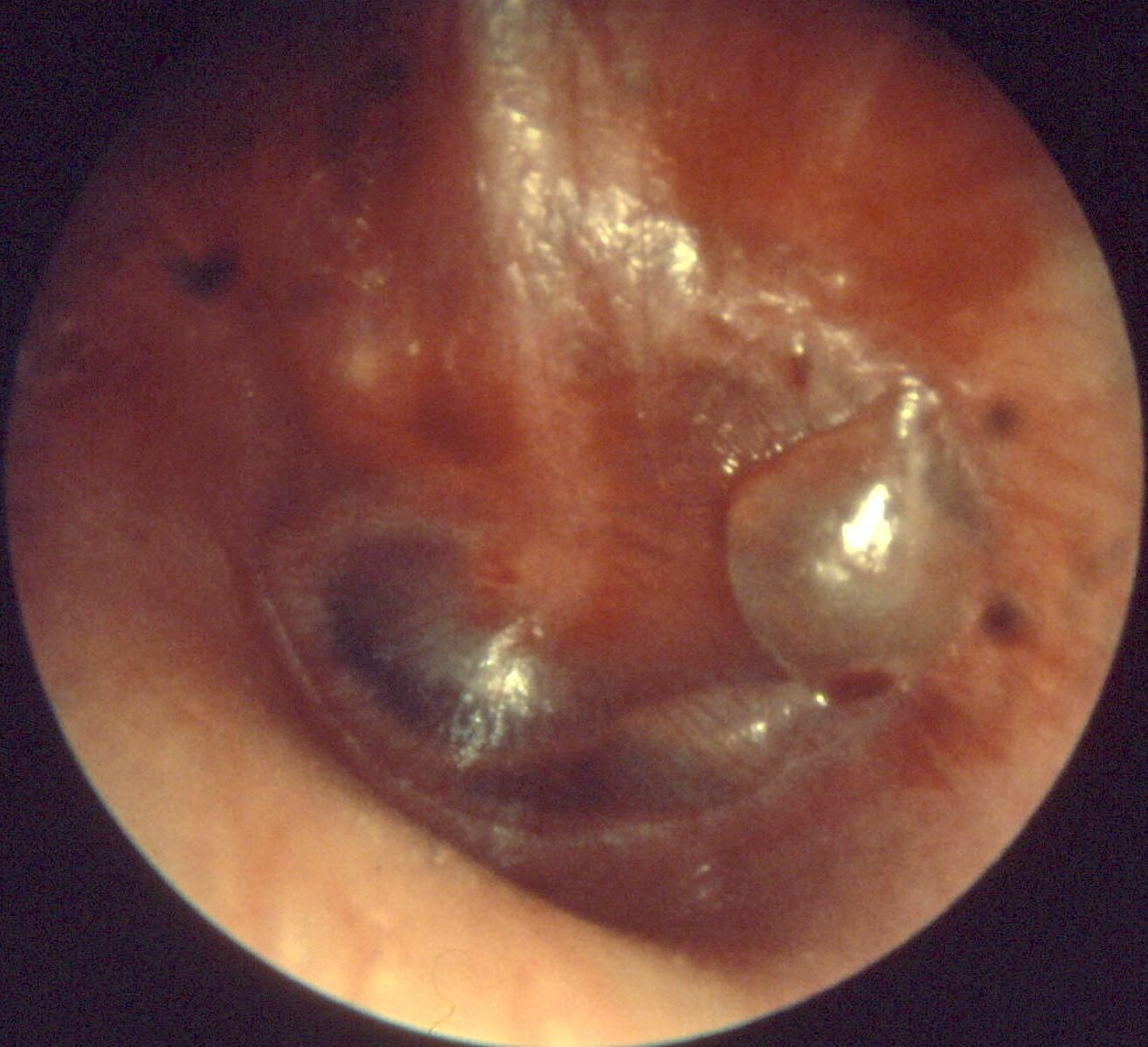
Myringitis

Die infektiöse Myringitis ist eine schmerzhafte Entzündung des Trommelfells (Myrinx) mit großer spontaner Abheilungstendenz. Die Infektion führt zur Bildung von sehr schmerzhaften Bläschen auf der Trommelfellmembran, weshalb die Erkrankung auch als bullöse Myringitis bezeichnet wird.

## Ursachen
Ursache sind virale oder bakterielle Erreger. Die typischen Erreger der Otitis media wie Streptococcus pneumoniae, Haemophilus influenzae, Moraxella catarrhalis oder Mycoplasmen sind die häufigsten Keime. Die Myringitis ist nahezu immer mit einer Mittelohrentzündung (Otitis media) vergesellschaftet. Selten führen direkte äußere Einwirkungen zu einer Trommelfellentzündung.

## Beschwerden
Der Ohrschmerz beginnt schlagartig, selten auch mit einem pochenden Schmerz in den ersten 1–2 Tagen, und hält über einen Zeitraum von einem bis zu zwei Tagen an, sehr selten auch über 2 Tage. Er wird meist mit einer Mittelohrentzündung verglichen. Die Myringitis verursacht selten Fieber, dennoch ist mit spontan auftretenden starken Schmerzen zu rechnen. Konzentrationsstörungen und andere bekannte Folgen sind symptomatisch.
Hörstörungen und Fieber wie bei Otitis media vervollständigen die Symptomatik.

## Behandlung
Die Therapie ist antibiotisch wie bei der Mittelohrentzündung. Bei starken Schmerzen können die Bläschen manuell aufgestochen werden, zusätzlich ist eine Therapie mit geeigneten Schmerzmitteln angebracht.